# هوجو مونه‌کاتا

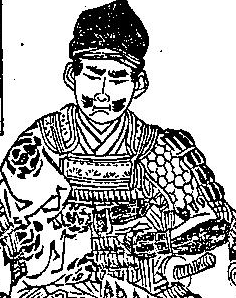

هوجو مونه‌کاتا (به ژاپنی: 久明親王 Hisaaki北条 宗方 ほうじょう むねかた); عضو شاخه ای از خاندان هوجو در اواخر دوره کاماکورا بود. پسر دوم ناگاتو تاندایja:長門探題 هوجو مونه‌یوری و او برادرزاده و پسر خوانده هوجو توکیمونه، هشتمین شیکن در شوگون‌سالاری کاماکورا بود.